# Erigorgus cubitator
Erigorgus cubitator là một loài tò vò trong họ Ichneumonidae.